# (5292) Mackwell
(5292) Mackwell – planetoida z pasa głównego planetoid.

## Odkrycie i nazwa
Odkryli ją Hitoshi Shiozawa i Minoru Kizawa 12 stycznia 1991 roku w obserwatorium w Fujiedzie. Nazwa planetoidy pochodzi od Stephena J. Mackwella (ur. 1956) – dyrektora Lunar and Planetary Institute. Przed nadaniem nazwy planetoida nosiła oznaczenie tymczasowe 1991 AJ1.

## Orbita
(5292) Mackwell obiega Słońce w średniej odległości 2,57 j.a. w czasie 4 lat i 40 dni.